# سوزان د. غيليسبي
سوزان د. غيليسبي (بالإنجليزية: Susan D. Gillespie)‏ هي عالمة آثار أمريكية، ولدت في 1952 في لاون في فرنسا.